# Ctenochira extricata
Ctenochira extricata är en stekelart som först beskrevs av Davis 1897.  Ctenochira extricata ingår i släktet Ctenochira och familjen brokparasitsteklar. Inga underarter finns listade i Catalogue of Life.